# Chartdanai Priksuwan
Chartdanai Priksuwan (thailändisch ชาติดนัย พริกสุวรรณ, * 3. August 1991) ist ein thailändischer Fußballspieler.

## Karriere
Chartdanai Priksuwan spielte bis 2019 für den Amateurverein Srivichai FC in Surat Thani. Wo er vorher gespielt hat, ist unbekannt. Die Saison 2020/21 spielte er beim ebenfalls in Surat Thani beheimateten Surat Thani FC. Mit dem Verein spielte er in der dritten thailändischen Liga. Hier trat er mit dem Verein in der Sourther Region der Liga an. Zur Saison 2021/22 unterschrieb er einen Vertrag beim Zweitligisten Ranong United FC in Ranong. Sein Zweitligadebüt gab Chartdanai Priksuwan am 4. September 2021 (1. Spieltag) im Heimspiel gegen den Udon Thani FC. Hier wurde er in der 60. Minute für Athiwat Hamarn eingewechselt. Das Spiel endete 3:3. Nach insgesamt 37 Zweitligaspielen verließ er den Verein Ende Dezember 2022. Zu Beginn der Rückrunde schloss er sich dem Drittligaaufsteiger Mueang Kon D United FC aus Surat Thani an. Mit dem Verein spielt er in der Southern Region der Liga.